# Saxifraga mengtzeana
Saxifraga mengtzeana är en stenbräckeväxtart som beskrevs av Adolf Engler och Irmsch.. Saxifraga mengtzeana ingår i Bräckesläktet som ingår i familjen stenbräckeväxter. Inga underarter finns listade i Catalogue of Life.